# Królak florydzki
Królak florydzki (Sylvilagus floridanus) – gatunek ssaka z rodziny zającowatych (Leporidae). 

## Zasięg występowania
Królak florydzki występuje od środkowej Ameryki Północnej przez Środkową do północnej Południowej zamieszkując w zależności od podgatunku:
- S. floridanus floridanus – półwysep Floryda z wyjątkiem jego południowo-wschodniego krańca (południowo-wschodnie Stany Zjednoczone).
- S. floridanus alacer – środkowo-południowe Stany Zjednoczone, w południowo-wschodnim Kansas, środkowym i południowym Missouri, wschodniej Oklahomie, Arkansas, skrajnie zachodnim Tennessee, wschodnim Teksasie, większości Missisipi, skrajnie zachodnio-środkowej Alabamie i Luizjanie.
- S. floridanus ammophilus – wschodni kraniec półwyspu Floryda (południowo-wschodnie Stany Zjednoczone).
- S. floridanus avius – wyspa Conejo (Los Testigos) u wybrzeży północno-wschodniej Wenezueli.
- S. floridanus aztecus – południowa i wschodnia Oaxaca oraz południowo-zachodni kraniec Chiapas (południowo-zachodni Meksyk).
- S. floridanus chapmani – zachodni i południowy Teksas (południowe Stany Zjednoczone), wschodnie Coahuila, północne i wschodnie Nuevo León i większość Tamaulipas (północno-wschodni Meksyk).
- S. floridanus chiapensis – północno-wschodni kraniec Oaxaca oraz środkowe i południowe Chiapas (Meksyk) oraz zachodnia Gwatemala.
- S. floridanus connectens – południowe Tamaulipas, Veracruz z wyjątkiem południowej części, San Luis Potosí, północno-wschodnie Querétaro, północno-wschodnie Hidalgo, północne Puebla i północne Oaxaca (wschodni Meksyk).
- S. floridanus continentis – północno-zachodnia Wenezuela.
- S. floridanus costaricensis – północno-zachodnia Kostaryka.
- S. floridanus cumanicus – północna i środkowa Wenezuela.
- S. floridanus hesperius – północno-zachodnia i środkowa Arizona (południowo-zachodnie Stany Zjednoczone).
- S. floridanus hitchensi – Smith Island i Fisherman Island w hrabstwie Northampton, wschodnia Wirginia (wschodnie Stany Zjednoczone).
- S. floridanus hondurensis – południowo-wschodnia Gwatemala, południowo-zachodni i południowy Honduras, Salwador oraz północno-zachodnia i środkowa Nikaragua.
- S. floridanus llanensis – południowo-zachodni Kansas, południowo-wschodni kraniec Kolorado, zachodnia Oklahoma i północno-środkowy Teksas (środkowe Stany Zjednoczone).
- S. floridanus macrocorpus – Nayarit, południowo-zachodnie Jalisco i południowo-zachodnie Michoacán (zachodni Meksyk).
- S. floridanus mallurus – wschodnie Stany Zjednoczone, od południowo-zachodniego Maine do wschodniej i południowej Pensylwanii oraz wschodniej Wirginii Zachodniej, na zachód przez południowe Kentucky do większości Tennessee (z wyjątkiem skrajnej zachodniej części) i na południe do większości Alabamy (z wyjątkiem skrajnej zachodniej części) i północnej Florydzie.
- S. floridanus margaritae – wyspa Margarita, u wybrzeży północnej Wenezueli.
- S. floridanus mearnsii – północno-centralne i północno-wschodnie Stany Zjednoczone, od Minnesoty na wschód do Michigan i na południe do wschodniej Nebraski, północno-wschodnie Kansas, północne Missouri, Kentucky, północno-zachodni kraniec Wirginii, zachodnia Wirginia Zachodnia, Ohio, północna i zachodnia Pensylwania, północno-zachodnia i północna część Nowego Jorku oraz zachodnie Vermont, także południowo-środkowa i południowo-wschodnia Kanada, w południowo-wschodnim Ontario i południowo-wschodnim Quebecu.
- S. floridanus nigronuchalis – wyspy Aruba i Curaçao (Małe Antyle), u wybrzeży północnej Wenezueli.
- S. floridanus orinoci – departament Vichada (wschodnia Kolumbia) i Wenezuela na południe od rzeki Orinoko.
- S. floridanus orizabae – południowo-wschodnie Coahuila, południowo-zachodnie Nuevo León, południowo-zachodnie Zacatecas, San Luis Potosí, Guanajuato, Querétaro, Hidalgo, północno-zachodnie Veracruz, Meksyk i Puebla (środkowy Meksyk).
- S. floridanus paulsoni – południowo-wschodni kraniec półwyspu Floryda (południowo-wschodnie Stany Zjednoczone).
- S. floridanus purgatus – departamenty Cundinamarca i Tolima (środkowa Kolumbia).
- S. floridanus restrictus – południowo-zachodni Nayarit, środkowe i południowe Jalisco, wschodnia Colima i południowo-zachodnia Michoacán (Meksyk)
- S. floridanus russatus – południowo-wschodni kraniec Veracruz (Meksyk).
- S. floridanus similis – północno-środkowe Stany Zjednoczone, od Dakoty Północnej, południowo-zachodniej Montany i północno-zachodniej Minnesoty na południe do północno-wschodniego i południowo-wschodniego Wyoming, północno-wschodniego Kolorado i północnego Kansas, także w południowo-środkowej Kanadzie, w południowej Manitobie i południowo-wschodnim Saskatchewan.
- S. floridanus subcinctus – Aguascalientes, środkowe i północno-wschodnie Jalisco, południowo-zachodnie Guanajuato i północne Michoacán (Meksyk).
- S. floridanus superciliaris – departamenty La Guajira, Magdalena, Atlántico i Bolívar (północna Kolumbia)
- S. floridanus yucatanicus – północno-zachodni półwysep Jukatan (południowo-wschodni Meksyk).

Podgatunek mearnsii został introdukowany na wyspę Vancouver (południowo-zachodnia Kanada) oraz do stanów Waszyngton i Oregonu (północno-zachodnie Stany Zjednoczone). Introdukowany również we Włoszech i w Alpach.

## Taksonomia
Gatunek po raz pierwszy naukowo opisał w 1890 roku amerykański zoolog Joel Asaph Allen nadając mu nazwę Lepus sylvaticus floridanus. Holotyp pochodził z Florydy, w Stanach Zjednoczonych. 
Status taksonomiczny S. floridanus wymaga rewizji. Takson holzneri traktowany wcześniej jako podgatunek S. floridanus w świetle analiz z 2021 roku jest traktowany jako odrębny gatunek. Dawniej S. floridanus obejmował  taksony robustus i cognatus jako podgatunki, ale obecnie takson robustus jest uznawany za podgatunek S. holzneri natomiast cognatus jako młodszy synonim S. holzneri. Podobieństwa genetyczne sugerują, że w północno-wschodnich Stanach Zjednoczonyc oznaczenia podgatunkowe nie są uzasadnione dla S. floridanus. Badania genetyczne na szeroko oddzielonych populacjach S. floridanus wskazują na znaczną wewnątrzgatunkową zmienność genetyczną. Autorzy Illustrated Checklist of the Mammals of the World rozpoznają trzydzieści jeden podgatunków.

### Etymologia
- Sylvilagus: łac. silva „las”; gr. λαγός lagos „zając”[42].
- floridanus: Floryda, Stany Zjednoczone[43].
- alacer: łac. alacer, alacris „aktywny, energiczny, pełen życia”[43].
- ammophilus: gr. αμμος ammos „piasek”; φιλος philos „lubiący, miłośnik”, od φιλεω phileō „kochać”[43].
- avius: łac. avius „samotny”[44].
- aztecus: Aztekowie (nahuatl Azteca), ludność z Meksyku z czasów hiszpańskiej konkwisty[45].
- chapmani: Frank Michler Chapman (1864–1945), amerykański ornitolog, kurator działu ornitologicznego Amerykańskiego Muzeum Historii Naturalnej w latach 1908–1942, kolekcjoner[46][43].
- chiapensis: Chiapas, Meksyk[43].
- connectens: łac. connectens „złączony, połączony, zjednoczony”, od connectere „zjednoczyć, połączyć”[43].
- continentis: nowołac. continentalis „kontynentalny, z kontynentu”, od łac. continens, continentis „ląd stały, kontynent”, od continere „trzymać się razem”[43].
- costaricensis: Kostaryka[43].
- cumanicus: Cumaná, Sucre, północno-wschodnia Wenezuela[43].
- hesperius: łac. hesperius „zachodni”, od gr. ἑσπεριος hesperios „zachodni, wieczorem”, od ἑσπερα hespera „wieczór, zachód”[43].
- hitchensi: kpt. George D. Hitchens (?–?), oficer US Army, komendant stacji na Smith Island[31].
- hondurensis: Honduras[43].
- llanensis: Llano, Teksas, Stany Zjednoczone[33].
- macrocorpus: gr. μακρος makros „długi”[47]; łac. corpus, corporis „ciało”[48].
- mallurus: gr. μαλλος mallos „kosmyk wełny”[47]; ουρα oura „ogon”[49].
- margaritae: wyspa Margarita, Nueva Esparta, Wenezuela[43].
- mearnsii: ppłk. Edgar Alexander Mearns (1858–1916), oficer US Army w latach 1883-1909, chirurg, kolekcjoner z Meksyku w latach 1892-1894, z Filipin w latach 1903-1907 i tropikalnej Afryki z lat 1909–1911[50][43].
- nigronuchalis: łac. niger „czarny”[51]; nowołac. nuchalis karkowy, od średniowiecznołac. nuchus „kark”, od arab. ‏نخاع‎ nukhā’ „szpik kręgosłupa”[52].
- orinoci: Orinoko, Wenezuela[43].
- orizabae: Pico de Orizaba, Veracruz, Meksyk[43].
- paulsoni: Dennis R. Paulson (ur. 1937), amerykański biolog[35].
- restrictus: łac. restrictus „ograniczony”, od restringere „ograniczyć”[43].
- russatus: łac. russatus „ubrany na czerwono, zaczerwieniony”, od russus „rudy”[43].
- similis: łac. similis, simile „podobny, przypominający”[43].
- subcinctus: łac. sub „pod”[53]; cinctus „opasany, w paski”, od cingere „otaczać”[54].
- superciliaris: nowołac. superciliaris „brwiowy”, od łac. supercilium „brwi”[43].
- yucatanicus: półwysep Jukatan, Meksyk/Gwatemala[43].

.

## Morfologia
Długość ciała (bez ogona) 400–480 mm, długość ogona 25–61 mm, długość ucha 60–70 mm, długość tylnej stopy 90–105 mm; masa ciała 0,8–1,5 kg. Charakteryzuje się czerwono-brązową lub szaro-brązową sierścią, spodnia strona ogona porośnięta delikatną, białą sierścią. 

## Ekologia
Najprawdopodobniej najliczniejszy królik na obszarze Ameryki Północnej. Żyje głównie na skrajach lasów lub bagien, czasami również na obszarach uprawnych. Nie jest zwierzęciem terytorialnym. Dojrzałość płciową uzyskuje w 5-6 miesiącu. Pora godowa przypada na luty-wrzesień. Ciąża trwa 26-29 dni, po tym okresie samica rodzi 3-9 młodych.
Królik ten jest w 100% roślinożercą. Odżywia się trawą, poziomkami, koniczyną. W zimie, gdy żywność jest uboga, spożywa gałązki, korę i pąki.